# Kazma SC

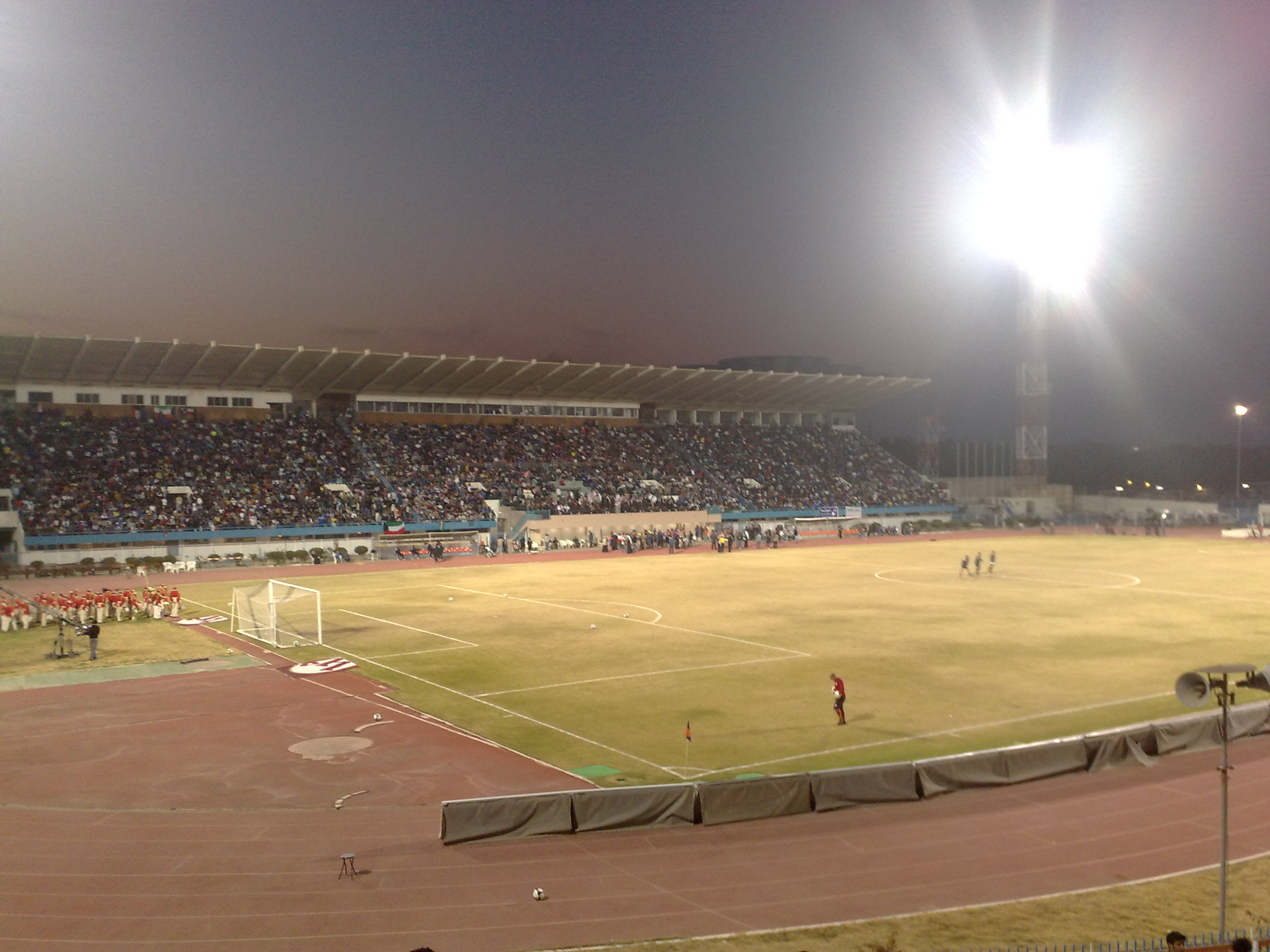
Het stadion van Kazma SC is een van de grootste voetbalstadions van Koeweit. Alleen het Nationaal Stadion is groter.

Kazma Sporting Club is een Koeweitse voetbalclub uit de hoofdstad Koeweit, die in augustus 1964 werd opgericht. Kazma won viermaal de nationale competitie en zevenmaal het nationale bekertoernooi.

## Geschiedenis
In de geschiedenis van het Koeweitse clubvoetbal behaalde Kazma SC enkele successen: het won zevenmaal het bekertoernooi (Emir Cup) en viermaal de nationale competitie. In het seizoen 1985/86 won Kazma zijn eerste landstitel, door na twaalf wedstrijden boven in het klassement te staan. In de laatste speelronde werd verloren van Al-Arabi, wat Kazma de landstitel gekost zou hebben, ware het niet dat de nummer twee van de ranglijst, Qadsia SC, niet wist te winnen van Al-Salmiya. In december 2009 speelde Kazma omwille van zijn vijfenveertigjarige jubileum een vriendschappelijke wedstrijd tegen FC Barcelona, welke eindigde in een 1–1 gelijkspel. Voor de club uit Spanje was het een lucratieve trip naar Koeweit: het bestuur van Kazma SC betaalde bijna twee miljoen euro aan Barcelona voor zijn deelname.

## Erelijst
- Landskampioen

1985–86, 1986–87, 1993–94, 1995–96
- Bekertoernooi

1982, 1984, 1990, 1995, 1997, 1998, 2011
- Gulf Club Champions Cup

1987, 1995

## Eindklasseringen
| Seizoen | № | Clubs | Divisie        | Duels | Winst | Gelijk | Verlies | Doelsaldo | Punten |
| ------- | - | ----- | -------------- | ----- | ----- | ------ | ------- | --------- | ------ |
| 2007/08 | 5 | 9     | Premier League | 16    | 8     | 3      | 5       | 28–18     | 27     |
| 2008/09 | 2 | 8     | Premier League | 21    | 11    | 3      | 7       | 23–22     | 36     |
| 2009/10 | 4 | 8     | Premier League | 21    | 11    | 4      | 6       | 40–26     | 37     |
| 2010/11 | 4 | 8     | Premier League | 21    | 11    | 5      | 5       | 28–14     | 38     |
| 2011/12 | 6 | 8     | Premier League | 21    | 5     | 7      | 9       | 31–38     | 22     |
| 2012/13 | 8 | 8     | Premier League | 21    | 3     | 6      | 12      | 17–32     | 15     |
| 2013/14 | 4 | 14    | Premier League | 26    | 15    | 7      | 4       | 42–26     | 52     |
| 2014/15 | 6 | 14    | Premier League | 26    | 16    | 5      | 5       | 60–30     | 53     |

## Trainer-coaches vanaf 2000
- Adam Marjan (1999–2001)
- Fouzy Ibrahim (2001–2002)
- Acácio Casimiro (2002–2003)
- Júlio César Leal (2004)
- Johan Boskamp (2004–2005)
- Zlatko Krmpotić (2005–2006)
- José Garrido (2006–2007)
- Marinko Koljanin (2007–2008)
- Adam Marjan (2008)
- Robertinho (2008–2009)
- Ilie Balaci (2009–2010)
- Jamal Yaqoob (2010)
- Milan Máčala (2006–2012)
- Miodrag Radulović (2012–2013)
- Jessner Silva (2013–2015)
- Florin Motroc (2015–2017)
- Toni (2017-2019)
- Boris Bunjak (vanaf 2019)